# Jean Pascal Sébah

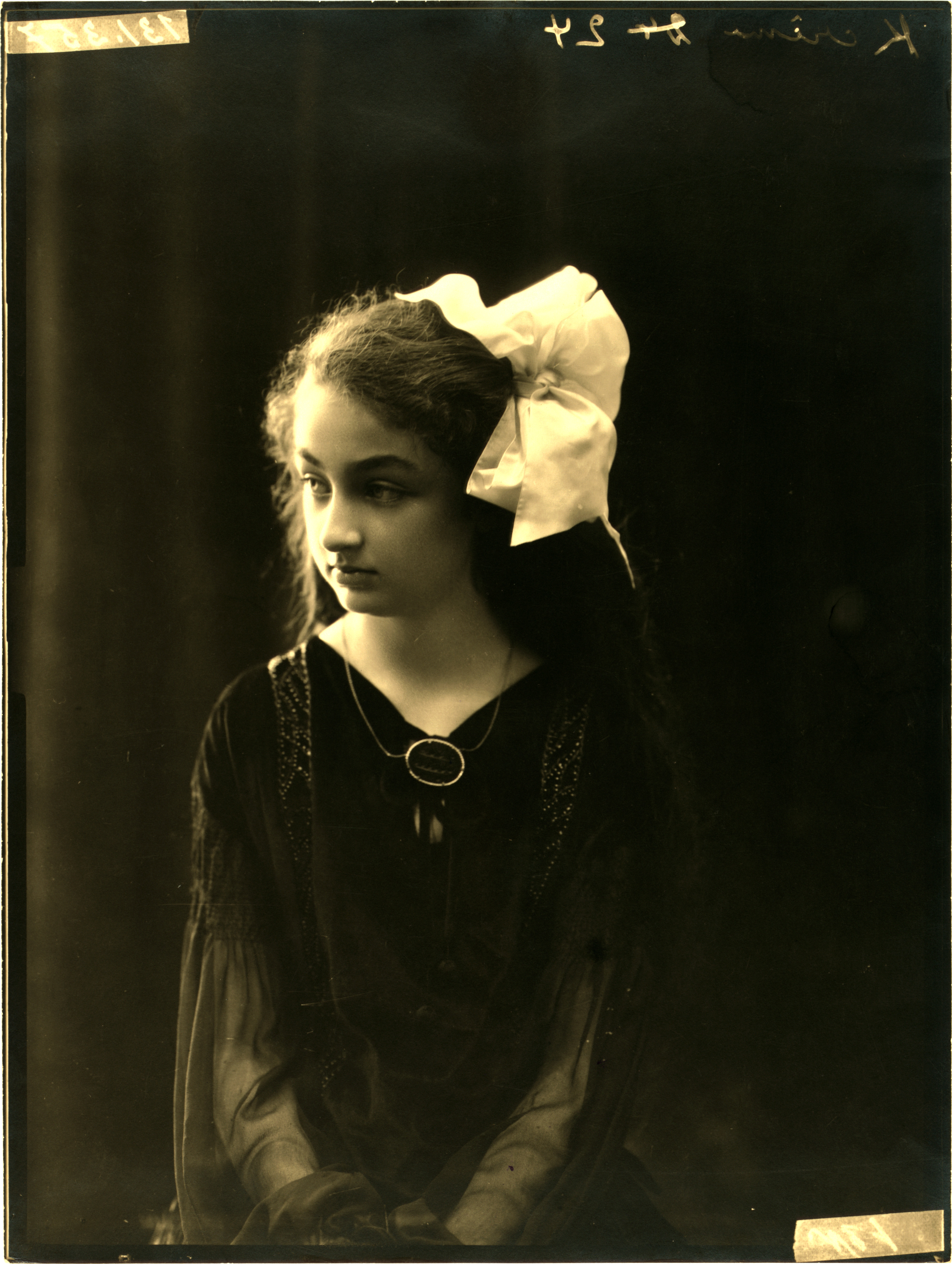
Durru Shehvar, princezna provincie Berar v devíti letech

Jean Pascal Sébah (28. ledna 1872 – 6. června 1947) byl syn syrsko-arménského fotografa Pascala Sébaha, který pokračoval v rodinném fotografickém odkazu po smrti svého otce v roce 1886.

## Životopis
Jean Pascal Sébah byl synem Pascala Sébaha, který provozoval fotografické studio v Káhiře od poloviny 50. let 19. století a další studio v Konstantinopoli od počátku 70. let 19. století. Ateliér Sébah si získal pověst díky přední orientalistické fotografii v regionu.
Po smrti svého otce 25. června 1886 studio pokračovalo v provozu. Zpočátku jej řídil jeho strýc Cosmi (tj. bratr jeho otce) a v roce 1888 se stal společníkem Pollicarpe Joiallier. V této době byla společnost přejmenována na Sebah & Joaillier. Jean Pascal Sébah se připojil v roce 1888 a pokračoval ve studiu ateliéru s dalšími fotografy. Firma si vybudovala pověst vedoucího představitele orientalistické fotografie a v roce 1889 byla jmenována oficiálními fotografy pruského dvora.
V roce 1893 osmanský sultán Abdulhamid II. sponzoroval padesát jedna fotografických alb představujících rozpětí Osmanské říše dvěma vydáními produkovanými společností Sebah a Joaillier. Americký prezident Grover Cleveland byl jedním z příjemců sbírky fotografií a nyní je v Kongresové knihovně.
Ateliér "Foto Sabah" v čtvrti Pera byl v 19. a 20. století nejprestižnějším fotografickým studiem ve městě po mnoho desetiletí. Fotografie zobrazovaly místa jako Hagia Sofia, Modrá mešita nebo Galatská věž.
Jean zemřel 6. června 1947 ve věku 75 let.

## Galerie
Fotografoval scény a lidi v Anatolii a Egyptě včetně Núbijců.
Vybrané fotografie Jeana Pascal Sébaha:

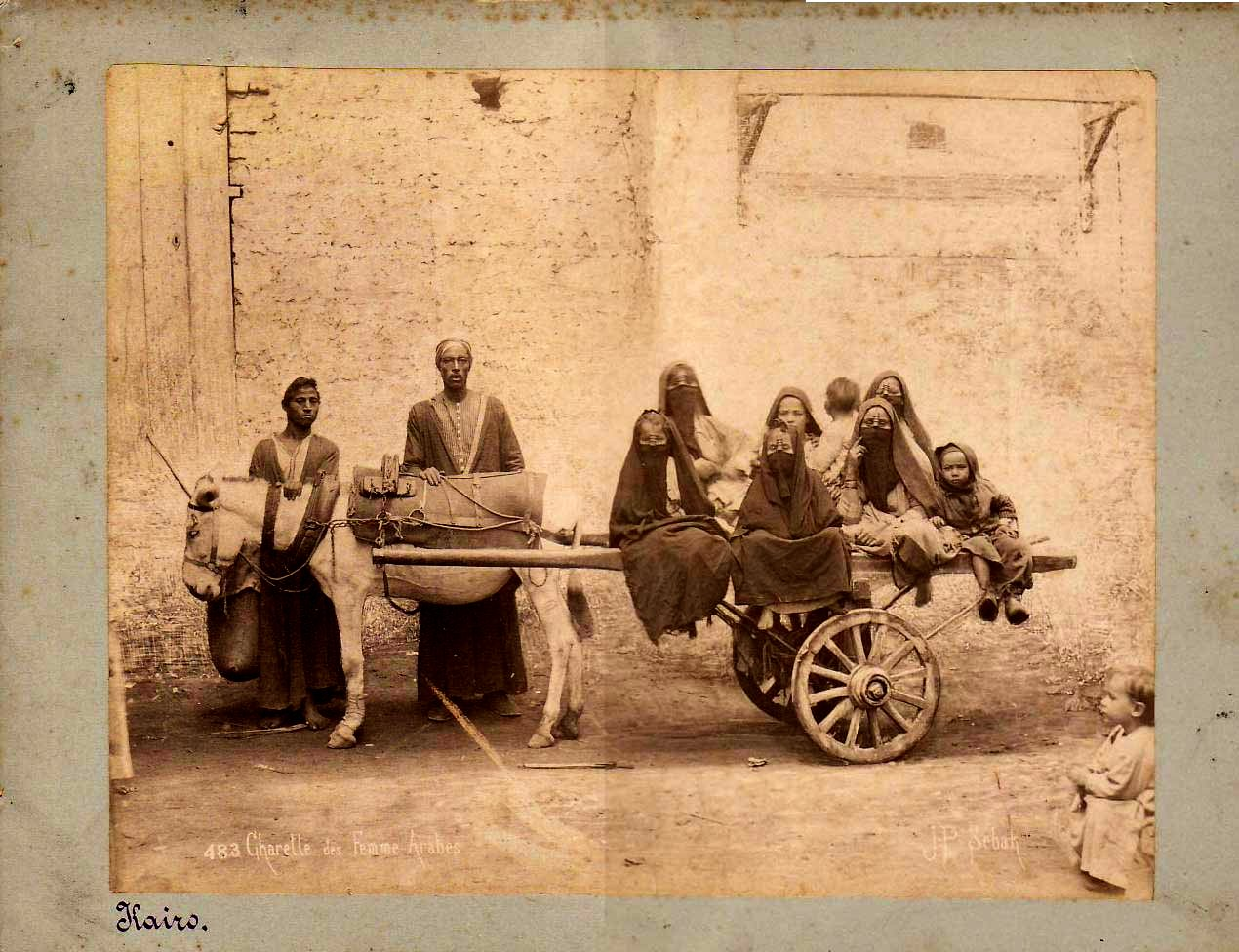
Arabské ženy, 1880-1890
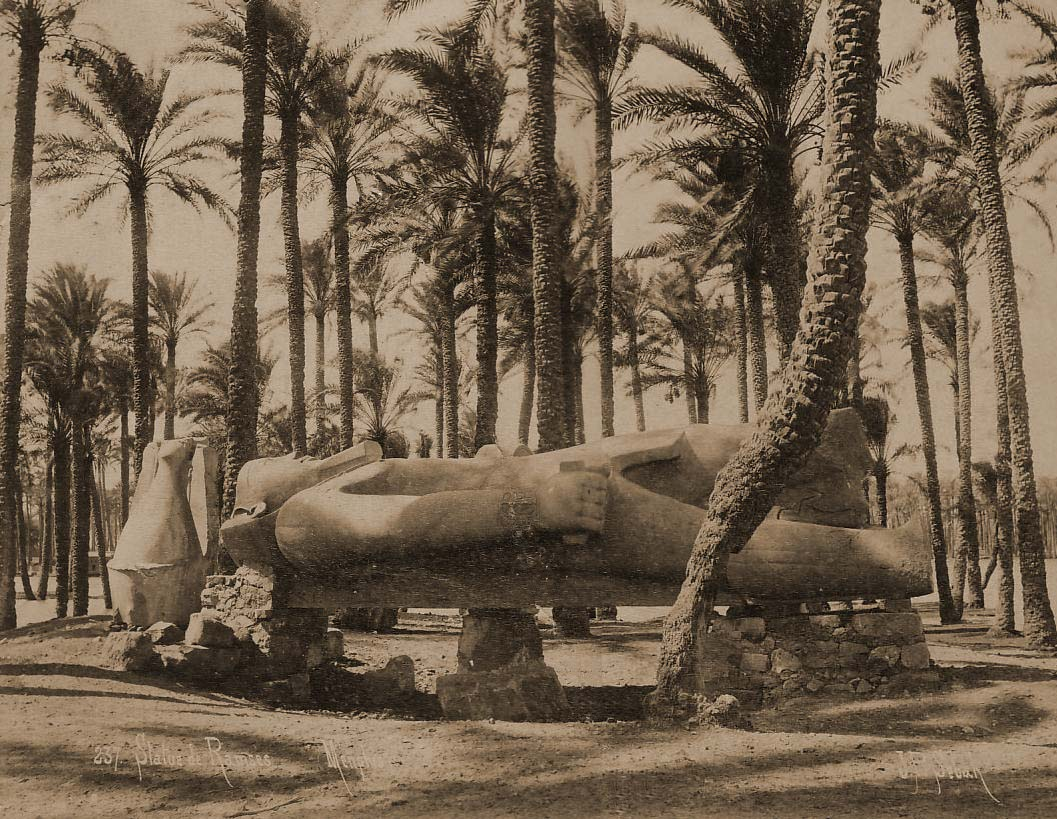
Socha Ramsese, 1880-1890
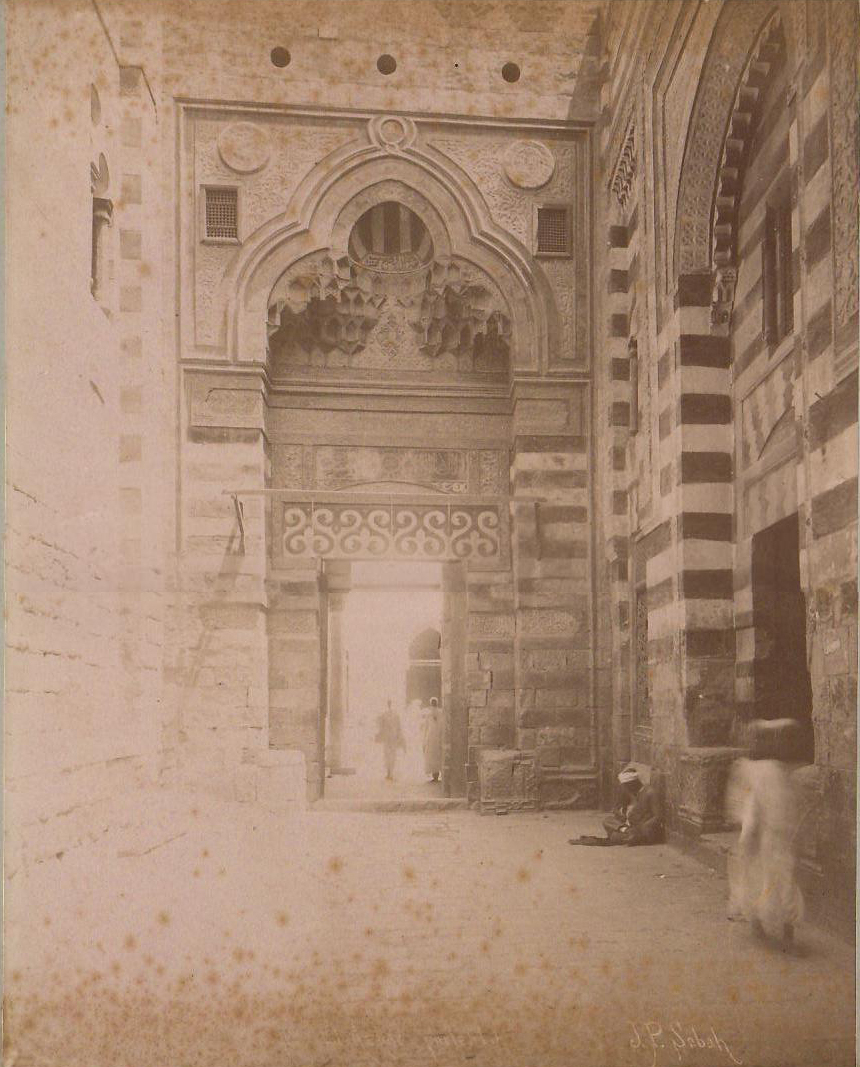
Mešita v Al Azhar, 1880-1890
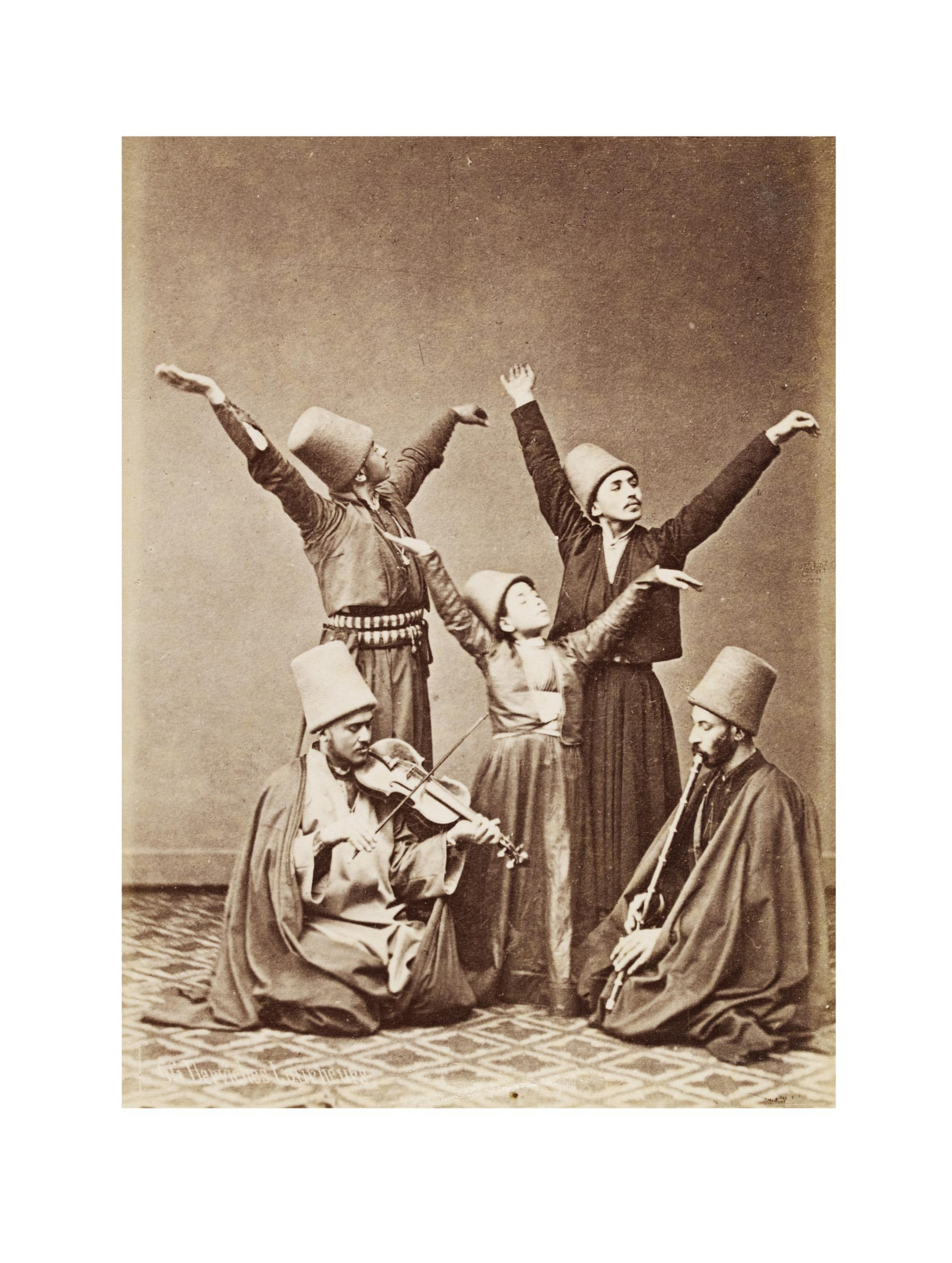
Turečtí baviči, datum neznámé, před rokem 1923
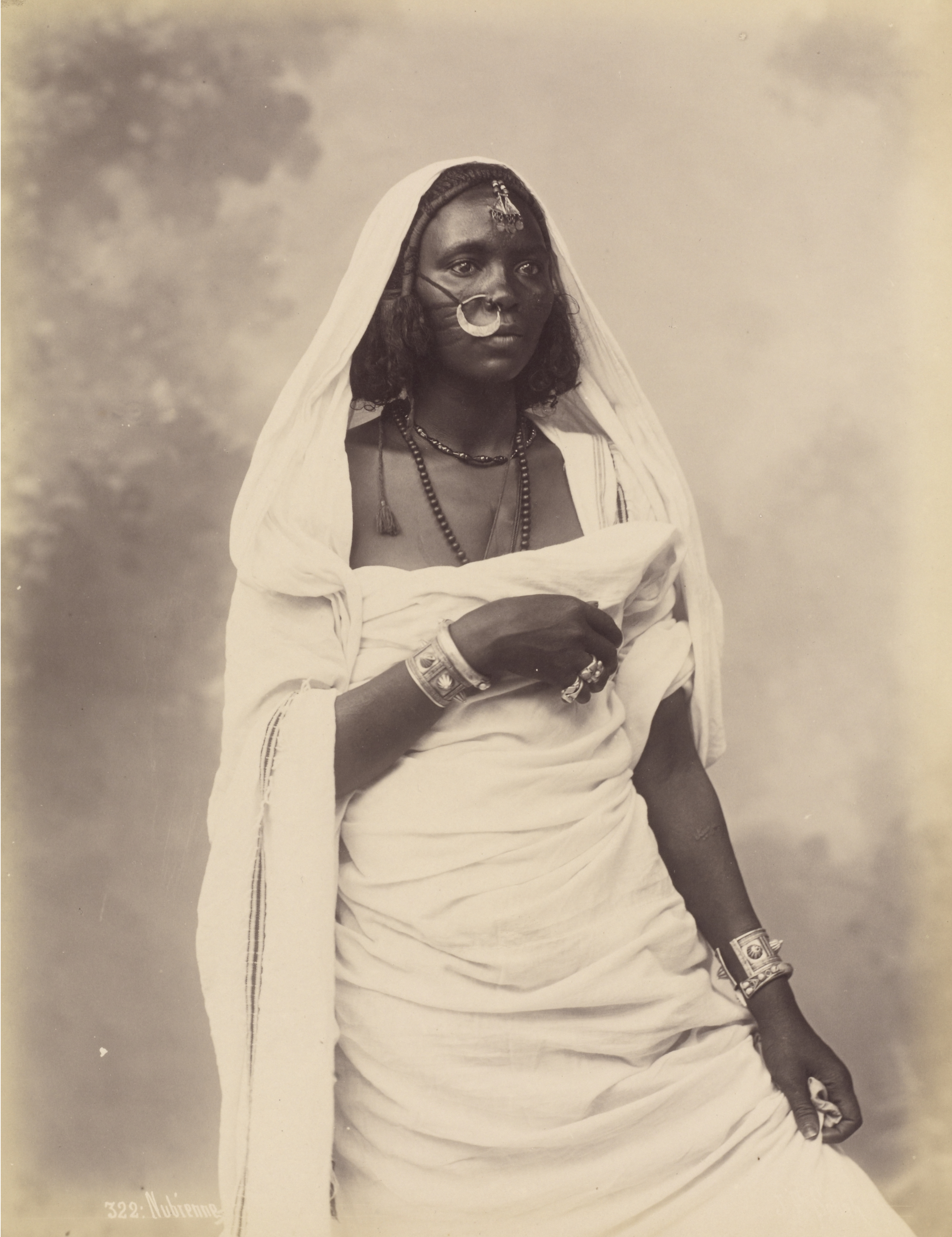
Nubijská žena, datum neznámé, před rokem 1923
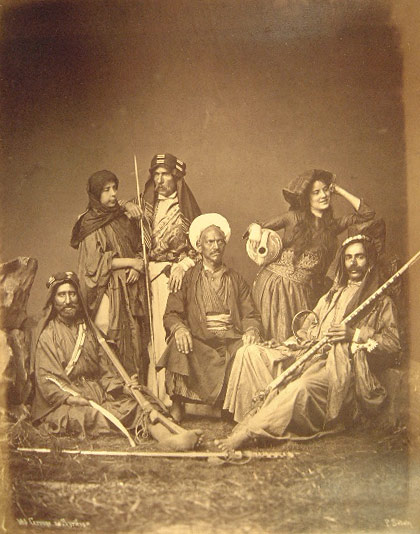
Skupina Syřanů, datum neznámé, před rokem 1923
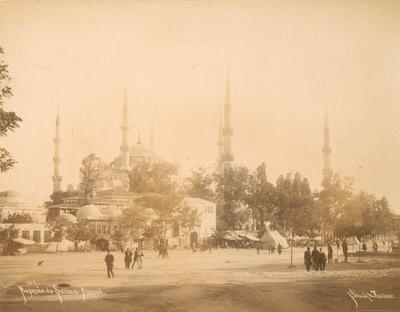
Modrá mešita, datum nejisté, před rokem 1923